# Una familia feliz
Una familia feliz es una miniserie de televisión chilena creada por Sergio Vodanović producida por Canal 13. Estrenada el 10 de octubre de 1982. 

## Argumento
Un exitoso empresario que ha dedicado su vida a triunfar, guiado por una ambición desmedida. Tras titularse como arquitecto, se casa por interés con la hija de un industrial y, al morir su suegro, se hace cargo de la empresa familiar, llevándola al éxito.
Sin embargo, su personalidad egoísta y calculadora ha destruido a su alrededor: su hermana Marisa se convierte en una solterona alcohólica, su hermano Fernando huye del país, su hijo Tito es un cínico ambicioso, y su hija Javiera desprecia sus valores y lucha por su identidad. Ana, su esposa, lo ama a pesar del dolor causado por sus infidelidades, refugiándose en la caridad.
Víctor busca proyectar la imagen de una “familia feliz” para ocultar su realidad y potenciar sus negocios. Esa fachada, que sostiene por necesidad emocional y conveniencia comercial, le ha generado grandes beneficios bajo el lema: “Con Altamira, una familia feliz.”

## Reparto
- Jaime Vadell como Víctor Altamira
- Liliana Ross como Ana
- Claudia Di Girolamo como Javiera Altamira
- Cristián García-Huidobro como Mauricio Altamira
- Cristián Campos como Martín Vega
- Ana María Martínez como Ita
- Walter Kliche como Arnoldo Blanco
- Nelly Meruane como Marisa Altamira
- Marta Vergara como Beatriz
- Óscar Hernández como Félix Ceballos
- Sandra Solimano como Viviana
- Tennyson Ferrada como Lorenzo
- Coca Guazzini como Paula
- Myriam Pérez como Soledad
- Mario Montilles como Pablo Silva
- Carla Cristi como Magdalena De la Fuente

### Recurrentes e invitados especiales
- Eduardo Barril como Bernardo Sariego
- Jaime Celedón
- Roberto Inostroza como Gastón
- Rodolfo Pulgar como Rodrigo
- Milena Vodanovic como Milena
- Armando Fenoglio como Carlos Luque
- Elisa Hernández como Estela
- Mireya Véliz como Mireya
- Violeta Contreras como Rosita
- Sergio Madrid como Bruno
- Enrique Madiña como Fernández
- Óscar Olavarría como Óscar

## Retransmisiones
- 1988[2]